# Campionati del mondo di triathlon del 2009 - Washington
La terza gara della serie dei Campionati mondiali di triathlon del 2009 si è tenuta a Washington, Stati Uniti d'America in data 20 giugno 2009.

## Risultati

### Élite uomini
| Pos. | Nome               | Paese       | Nuoto    | Bici     | Corsa    | Totale   |
| ---- | ------------------ | ----------- | -------- | -------- | -------- | -------- |
|      | Alistair Brownlee  | Regno Unito | 00:20:06 | 00:57:01 | 00:31:00 | 01:48:58 |
|      | Javier Gómez       | Spagna      | 00:20:08 | 00:56:59 | 00:31:12 | 01:49:11 |
|      | Maik Petzold       | Germania    | 00:20:04 | 00:56:57 | 00:31:26 | 01:49:24 |
| 4    | Andy Potts         | Stati Uniti | 00:20:04 | 00:56:56 | 00:31:50 | 01:49:51 |
| 5    | Hunter Kemper      | Stati Uniti | 00:20:06 | 00:56:55 | 00:32:29 | 01:50:24 |
| 6    | Jan Frodeno        | Germania    | 00:20:19 | 00:58:56 | 00:30:26 | 01:50:32 |
| 7    | Laurent Vidal      | Francia     | 00:20:30 | 00:58:43 | 00:30:29 | 01:50:36 |
| 8    | Jarrod Shoemaker   | Stati Uniti | 00:20:20 | 00:58:54 | 00:30:29 | 01:50:41 |
| 9    | Steffen Justus     | Germania    | 00:20:54 | 00:58:21 | 00:30:41 | 01:50:52 |
| 10   | William Clarke     | Regno Unito | 00:20:51 | 00:58:24 | 00:30:48 | 01:50:59 |
| 11   | Brad Kahlefeldt    | Australia   | 00:20:37 | 00:58:39 | 00:31:11 | 01:51:18 |
| 12   | Brent McMahon      | Canada      | 00:20:55 | 00:58:20 | 00:31:10 | 01:51:19 |
| 13   | David Hauss        | Francia     | 00:20:35 | 00:58:39 | 00:31:20 | 01:51:20 |
| 14   | Mark Fretta        | Stati Uniti | 00:20:39 | 00:58:24 | 00:31:28 | 01:51:20 |
| 15   | Daniel Unger       | Germania    | 00:20:55 | 00:58:20 | 00:31:14 | 01:51:21 |
| 16   | Ryosuke Yamamoto   | Giappone    | 00:20:46 | 00:58:31 | 00:31:10 | 01:51:24 |
| 17   | Stuart Hayes       | Regno Unito | 00:20:43 | 00:58:31 | 00:31:58 | 01:51:52 |
| 18   | Tim Don            | Regno Unito | 00:20:39 | 00:58:36 | 00:32:17 | 01:52:13 |
| 19   | Reinaldo Colucci   | Brasile     | 00:20:52 | 00:58:22 | 00:32:10 | 01:52:21 |
| 20   | Peter Croes        | Belgio      | 00:20:45 | 00:58:20 | 00:32:38 | 01:52:27 |
| 21   | Danylo Sapunov     | Ucraina     | 00:20:40 | 00:58:33 | 00:32:21 | 01:52:34 |
| 22   | Joe Umphenour      | Stati Uniti | 00:20:33 | 00:58:44 | 00:32:34 | 01:52:46 |
| 23   | Hirokatsu Tayama   | Giappone    | 00:20:53 | 00:58:30 | 00:32:59 | 01:53:02 |
| 24   | Leonardo Chacon    | Costa Rica  | 00:20:40 | 00:58:35 | 00:32:54 | 01:53:07 |
| 25   | Gavin Noble        | Irlanda     | 00:20:37 | 00:58:36 | 00:33:20 | 01:53:34 |
| 26   | Matt Chrabot       | Stati Uniti | 00:20:38 | 00:58:31 | 00:33:50 | 01:53:45 |
| 27   | Akos Vanek         | Ungheria    | 00:20:41 | 00:58:34 | 00:33:41 | 01:53:54 |
| 28   | Brian Fleischmann  | Stati Uniti | 00:20:18 | 00:58:53 | 00:34:48 | 01:54:58 |
| 29   | Ethan Brown        | Stati Uniti | 00:20:54 | 01:00:40 | 00:32:36 | 01:55:10 |
| 30   | Kyle Jones         | Canada      | 00:20:48 | 00:59:15 | 00:35:18 | 01:56:16 |
| 31   | Andriy Glushchenko | Ucraina     | 00:21:00 | 01:00:35 | 00:35:16 | 01:57:51 |

### Élite donne
| Pos. | Nome                 | Paese         | Nuoto    | Bici     | Corsa    | Totale   |
| ---- | -------------------- | ------------- | -------- | -------- | -------- | -------- |
|      | Emma Moffatt         | Australia     | 00:20:06 | 01:04:27 | 00:34:24 | 01:59:55 |
|      | Emma Snowsill        | Australia     | 00:20:26 | 01:04:08 | 00:34:46 | 02:00:20 |
|      | Daniela Ryf          | Svizzera      | 00:20:42 | 01:03:50 | 00:35:29 | 02:01:01 |
| 4    | Sarah Haskins        | Stati Uniti   | 00:20:05 | 01:03:54 | 00:36:14 | 02:01:18 |
| 5    | Helen Jenkins        | Regno Unito   | 00:20:06 | 01:04:29 | 00:35:53 | 02:01:27 |
| 6    | Andrea Hewitt        | Nuova Zelanda | 00:20:39 | 01:03:52 | 00:36:10 | 02:01:44 |
| 7    | Jessica Harrison     | Francia       | 00:20:11 | 01:04:26 | 00:36:31 | 02:02:05 |
| 8    | Juri Ide             | Giappone      | 00:20:32 | 01:04:00 | 00:36:53 | 02:02:28 |
| 9    | Sarah Groff          | Stati Uniti   | 00:20:09 | 01:04:27 | 00:37:14 | 02:02:52 |
| 10   | Lauren Groves        | Canada        | 00:21:07 | 01:05:33 | 00:35:20 | 02:02:59 |
| 11   | Debbie Tanner        | Nuova Zelanda | 00:20:52 | 01:03:44 | 00:37:33 | 02:03:13 |
| 12   | Laura Bennett        | Stati Uniti   | 00:20:10 | 01:04:25 | 00:37:51 | 02:03:26 |
| 13   | Lisa Nordén          | Svezia        | 00:20:43 | 01:03:50 | 00:38:03 | 02:03:35 |
| 14   | Mary Beth Ellis      | Stati Uniti   | 00:20:45 | 01:03:13 | 00:38:36 | 02:03:38 |
| 15   | Anja Dittmer         | Germania      | 00:21:04 | 01:05:30 | 00:36:01 | 02:03:41 |
| 16   | Barbara Riveros Diaz | Cile          | 00:21:04 | 01:05:36 | 00:35:58 | 02:03:43 |
| 17   | Elizabeth May        | Lussemburgo   | 00:20:58 | 01:05:39 | 00:36:33 | 02:04:13 |
| 18   | Mariko Adachi        | Giappone      | 00:20:41 | 01:05:56 | 00:37:03 | 02:04:43 |
| 19   | Magali Di Marco      | Svizzera      | 00:20:45 | 01:05:51 | 00:37:21 | 02:04:57 |
| 20   | Kiyomi Niwata        | Giappone      | 00:21:22 | 01:06:05 | 00:36:32 | 02:05:02 |
| 21   | Kerry Lang           | Regno Unito   | 00:20:55 | 01:05:44 | 00:38:00 | 02:05:44 |
| 22   | Kathy Tremblay       | Canada        | 00:20:56 | 01:05:41 | 00:38:17 | 02:05:54 |
| 23   | Lisa Mensink         | Paesi Bassi   | 00:21:22 | 01:06:07 | 00:37:38 | 02:06:08 |
| 24   | Rebeccah Wassner     | Stati Uniti   | 00:21:01 | 01:05:39 | 00:38:46 | 02:06:31 |
| 25   | Aileen Morrison      | Irlanda       | 00:21:14 | 01:09:00 | 00:36:45 | 02:08:09 |
| 26   | Maria Czesnik        | Polonia       | 00:21:29 | 01:08:42 | 00:37:34 | 02:08:54 |
| 27   | Chie Nakashima       | Giappone      | 00:20:09 | 01:06:30 | 00:42:07 | 02:09:49 |
| 28   | Amanda Stevens       | Stati Uniti   | 00:20:52 | 01:08:30 | 00:40:33 | 02:10:58 |
| 29   | Akane Tsuchihashi    | Giappone      | 00:20:10 | 01:11:05 | 00:39:43 | 02:12:08 |
| 30   | Amanda Felder        | Stati Uniti   | 00:22:13 | 01:07:58 | 00:41:03 | 02:12:22 |